# Ilva Mare
Ilva Mare – wieś w Rumunii, w okręgu Bistrița-Năsăud, w gminie Ilva Mare. W 2011 roku liczyła 1776 mieszkańców.